# Le Prince de bois
 (février 2024).
Si vous disposez d'ouvrages ou d'articles de référence ou si vous connaissez des sites web de qualité traitant du thème abordé ici, merci de compléter l'article en donnant les références utiles à sa vérifiabilité et en les liant à la section « Notes et références ».
A fából faragott királyfi
Le Prince de bois (hongrois : A fából faragott királyfi Le Prince de bois sculpté), op. 13, Sz. 60, est un ballet pantomime en un acte composé par Béla Bartók en 1914-1916 (orchestration 1916-1917) sur un argument de Béla Balázs. Il fut créé à l'Opéra de Budapest le 12 mai 1917 sous la direction d'Egisto Tango.

## L'œuvre
Le Prince de bois eut suffisamment de succès pour inciter la direction de l'Opéra de Budapest à monter Le Château de Barbe-Bleue l'année suivante (cet opéra attendait d'être joué depuis 1911). Comme Le Château de Barbe-Bleue, Le Prince de bois requiert un orchestre de grande taille (il comprend même deux saxophones), bien que le critique Paul Griffiths en juge le style plus précoce (Griffiths, p. 71). La musique trahit l'influence de Debussy et Richard Strauss, ainsi que de Wagner (l'introduction fait écho au prélude de L'Or du Rhin). Bartók s'appuya sur un scénario du poète Béla Balázs, qui avait paru dans le journal littéraire Nyugat en 1912.

## Instrumentation
- quatre flûtes, quatre hautbois, quatre clarinettes, quatre bassons, deux saxophones, quatre cors, six trompettes, trois trombones, un tuba, percussion, un célesta, deux harpes, cordes.

## Argument
Un prince tombe amoureux d'une princesse, mais une fée l'empêche d'aller la rejoindre en faisant apparaître une forêt puis une rivière devant lui. Pour attirer l'attention de la princesse, le prince suspend son manteau sur une perche et y fixe une couronne et des boucles de ses cheveux. La princesse aperçoit ce "prince de bois" et vient danser avec lui. La fée éveille le prince de bois à la vie et la princesse part avec lui à la place du vrai prince, qui sombre dans le désespoir. La fée prend pitié de lui dans son sommeil, elle le vêt de belles parures et rend le prince de bois à son état inanimé. La princesse revient et finit par s'unir au prince humain.

## Discographie sélective
- Le Prince de bois (avec la Cantate profane), Orchestre symphonique de Chicago, dirigé par Pierre Boulez (Deutsche Grammophon, 1992)
- Le Prince de bois (avec la Suite de danses), Orchestre du Festival de Budapest, dirigé par Iván Fischer (Philips, 1997)

## Sources
- Paul Griffiths, Bartók (J.M. Dent, "The Master Musicians", 1984).
- Livret de l'enregistrement de Pierre Boulez.